# Yaroslav Derbenev
Yaroslav S. Derbenev (* 1940) ist ein US-amerikanischer Physiker russischer Herkunft.
Derbenev erhielt 1963 den MS an der Lomonossow-Universität. Er ging 1968 an das Budker-Institut für Kernphysik und war bis 1968 Juniorwissenschaftler im Theoriebereich. Von 1969 bis 1978 war er Wissenschaftler am gleichen Institut und erhielt dort 1978 den Doktortitel für Physik. Derbenev wechselte 1979 in die Theoriegruppe für Teilchenbeschleunigung, die er 1985 verließ als er für ein Jahr bei der Atomenergiebehörde der UdSSR in Jerewan arbeitete. Bis 1990 war er wieder in Nowosibirsk am Institute of Complete Electric Drive. 1990 zog er in die USA, wo er bis 2001 an der University of Michigan lehrte. Seit 2001 ist er am Thomas Jefferson National Accelerator Facility.
2011 erhielt er den Robert R. Wilson Prize für seine Beiträge zur Physik von Teilchenstrahlen, einschließlich der Theorie und Kontrolle der Polarisation mit Sibirischen Schlangen, Elektronen- und Ionisierungskühlung, Round to flat Strahltransformation, Freie Elektronenlaser und Elektron-Ion-Collider.

## Auszeichnungen
- 1992: Fellow der American Physical Society
- Mitglied der New York Academy of Sciences
- 2011: Robert R. Wilson Prize[2]